# 在サウジアラビア外国公館の一覧

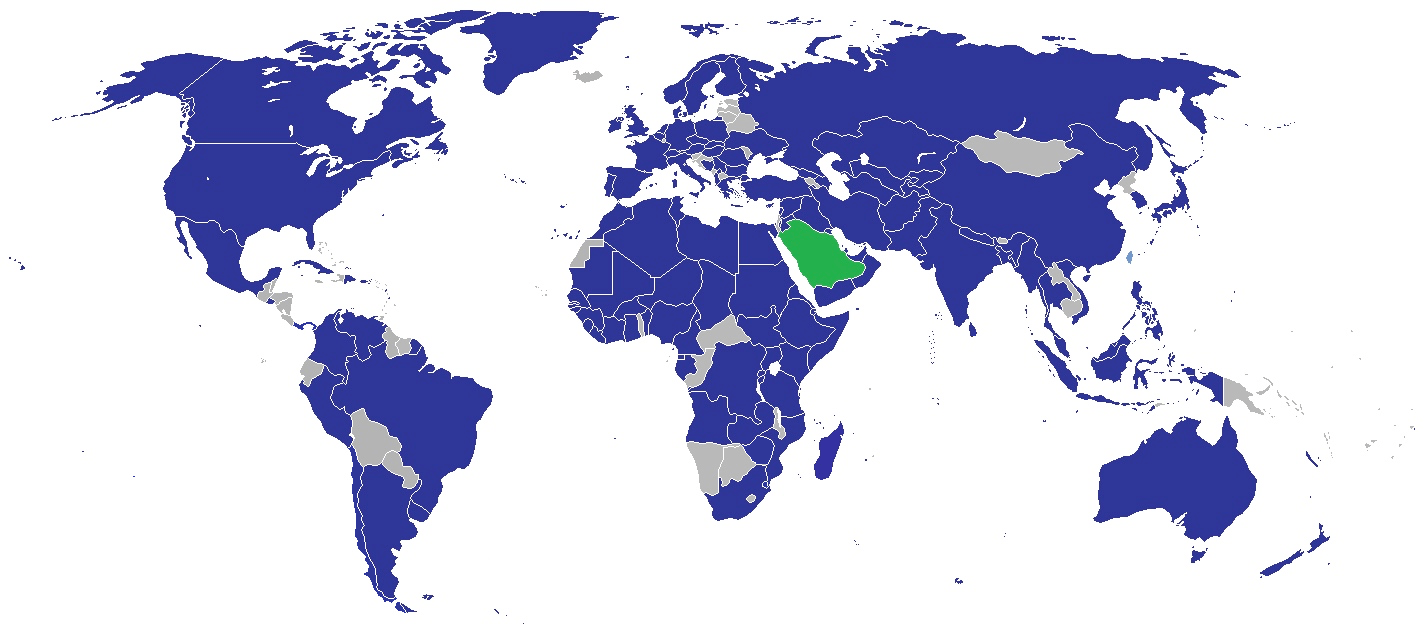
サウジアラビアに外交使節団を派遣している国

本項は、在サウジアラビア外国公館の一覧（ざいサウジアラビアがいこくこうかんのいちらん）である。首都リヤドには114ヶ国の大使館が設置されている。それ以外の多くの国は、他国の首都に非常駐の大使館を置いている。また、ジッダには52ヶ国の総領事館や領事館が設置されている。

## 大使館
リヤド
- アイルランド
- アゼルバイジャン（大使館（アラビア語版））
- アフガニスタン
- アメリカ合衆国
- アラブ首長国連邦
- アルジェリア
- アルゼンチン
- アルバニア
- アンゴラ
- イエメン
- イギリス
- イタリア
- イラク
- インド
- インドネシア
- ウガンダ
- ウクライナ
- ウズベキスタン
- ウルグアイ
- エジプト
- エチオピア
- エリトリア
- オーストラリア
- オーストリア
- オマーン
- オランダ
- カザフスタン
- カタール
- ガーナ
- カナダ
- ガボン
- カメルーン
- ガンビア
- ギニア
- キプロス
- キューバ
- ギリシャ
- キルギス
- クウェート
- ケニア
- コソボ
- コートジボワール
- コモロ
- ザンビア
- シエラレオネ
- ジブチ
- ジョージア
- シンガポール
- スイス
- スウェーデン
- スーダン
- スペイン
- スリランカ
- 赤道ギニア
- セネガル
- セルビア[1]
- ソマリア
- タイ
- 大韓民国（大使館（アラビア語版））
- タジキスタン
- タンザニア
- チェコ
- チャド
- 中華人民共和国
- チュニジア
- デンマーク
- ドイツ
- トルクメニスタン
- トルコ
- ナイジェリア
- ニジェール
- 日本（大使館）
- ニュージーランド
- ネパール（大使館（英語版））
- ノルウェー
- パキスタン
- パレスチナ（大使館）
- バーレーン
- ハンガリー
- バングラデシュ
- フィリピン
- フィンランド
- ブラジル
- フランス
- ブルガリア
- ブルキナファソ
- ブルネイ
- ブルンジ
- ベトナム
- ベナン
- ベネズエラ
- ペルー
- ベルギー
- ボスニア・ヘルツェゴビナ
- ポーランド
- ポルトガル
- マダガスカル
- マリ
- マルタ
- マレーシア
- 南アフリカ共和国
- ミャンマー
- メキシコ
- モザンビーク
- モーリシャス
- モーリタニア
- モルディブ（大使館）
- モロッコ
- ヨルダン
- リビア
- リベリア
- レバノン
- ルーマニア
- ロシア

## その他の代表機関
- イラン（利益代表部。スイスが利益代表国を担っている）[2]
- 中華民国（駐サウジアラビア王国台北経済文化代表処）
- 欧州連合（代表部）

## 領事機関

### ジッダ
- アフガニスタン（総領事館）
- アメリカ合衆国（総領事館）
- アラブ首長国連邦（総領事館）
- アルジェリア（総領事館）
- イエメン（総領事館）
- イギリス（総領事館）
- イタリア（総領事館）
- イラク（総領事館）
- インド（総領事館）
- インドネシア（総領事館）
- ウズベキスタン（総領事館）
- エジプト（総領事館）
- エチオピア（総領事館）
- ガーナ（総領事館）
- ガンビア（総領事館）
- ギリシャ（総領事館）
- クウェート（領事館）
- コートジボワール（総領事館）
- コモロ（総領事館）
- シンガポール（領事館）
- スイス（総領事館）
- スーダン（総領事館）
- スリランカ（総領事館）
- セネガル（総領事館）
- ソマリア（総領事館）
- タイ（総領事館）
- 大韓民国（総領事館）
- タンザニア（総領事館）
- チャド（領事館）
- 中華人民共和国（総領事館）
- チュニジア（総領事館）
- ドイツ（総領事館）
- トルコ（総領事館）
- ナイジェリア（総領事館）
- 日本（総領事館）
- ネパール（総領事館）
- ノルウェー（総領事館）
- パキスタン（総領事館）
- パレスチナ（総領事館）
- バングラデシュ（総領事館）
- フィリピン（総領事館）
- フランス（総領事館）
- ブルキナファソ（総領事館）
- ブルネイ（総領事館）
- マリ（領事館）
- マレーシア（総領事館）
- 南アフリカ共和国（総領事館）
- モロッコ（総領事館）
- ヨルダン（領事館）
- リビア（総領事館）
- レバノン（総領事館）
- ロシア（総領事館）

### ダーラン
- アメリカ合衆国（総領事館）

## 大使が他国に駐在している国
括弧内は所在都市。
- アイスランド（ロンドン）
- アルメニア（アブダビ）
- エクアドル（カイロ）
- エルサルバドル（ドーハ）
- ギニアビサウ（アルジェ）
- キプロス（アブダビ）
- グアテマラ（カイロ）
- クロアチア（カイロ）[3]
- コロンビア（アブダビ）
- コンゴ共和国（カイロ）
- コンゴ民主共和国（カイロ）
- ジャマイカ（クウェート）
- ジンバブエ（クウェート）
- スロバキア（カイロ）
- スロベニア（カイロ）
- 中央アフリカ共和国（カイロ）
- 朝鮮民主主義人民共和国（クウェート）
- チリ（アブダビ）
- トーゴ（トリポリ）
- ドミニカ共和国（アブダビ）
- ナミビア（カイロ）
- ニカラグア（カイロ）
- ハイチ（ローマ）
- パナマ（カイロ）
- パプアニューギニア（ニューデリー）
- パラグアイ（ベイルート）
- フィジー（アブダビ）
- ブータン（クウェート）
- ベラルーシ（アブダビ）
- ボリビア（カイロ）
- モザンビーク（カイロ）
- モルドバ（アンカラ）
- モンゴル（クウェート）
- モンテネグロ（アブダビ）
- ラオス（ニューデリー）
- ラトビア（カイロ）
- リトアニア（カイロ）
- ルワンダ（アブダビ）
- レソト（カイロ）